# آن پترن
آن پترن (انگلیسی: Ann Petrén؛ زادهٔ ۲۵ مهٔ ۱۹۵۴) یک هنرپیشه اهل سوئد است.
از فیلم‌ها یا برنامه‌های تلویزیونی که وی در آن نقش داشته است می‌توان به لحظه‌های به یادماندنی اشاره کرد.